# 豪勒·阿科什
豪勒·阿科什（匈牙利語：Haller Ákos，1976年12月8日—），匈牙利男子赛艇运动员。他曾代表匈牙利参加世界赛艇锦标赛，获得二枚金牌。他也曾参加2000年和2004年夏季奥运会。